# Saro (Cantabrië)
Saro is een gemeente in de Spaanse provincie en regio Cantabrië met een oppervlakte van 17,82 km². Saro telt 512 inwoners (1 januari 2016).

## Demografische ontwikkeling
Bron: INE, 1857-2011: volkstellingen